# Herz und Mund und Tat und Leben, BWV 147a
Herz und Mund und Tat und Leben, BWV 147a (El cor i la boca, els acte i la vida), és una cantata religiosa de Johann Sebastian Bach per al quart diumenge d'Advent, composta a Weimar, per al 20 de desembre de 1716, però que mai no fou estrenada. La música sha perdut i avui dia la coneixem gràcies a la versió ampliada amb el mateix títol, BWV 147, dedicada a la festa de la Visitació.